# Міхаїл Каджая
Міхаїл Каджая (груз. მიხეილ ქაჯაია, серб. Михаил Каџаја; нар. 21 липня 1989) — грузинський та сербський борець греко-римського стилю, дворазовий бронзовий призер чемпіонату світу, срібний призер чемпіонату Європи, бронзовий призер Універсіади.

## Життєпис
Боротьбою почав займатися з 2003 року. До 2017 року виступав за збірну Грузії. З того ж року почав захищати кольори збірної Сербії.
Виступає за борцівський клуб «Пролетер» Зренянин. Тренер — Стоян Добрев.

## Спортивні результати на міжнародних змаганнях

### Виступи на Олімпіадах
| Змагання                    | Збірна | Вагова категорія                 | Місце |
| --------------------------- | ------ | -------------------------------- | ----- |
| Літні Олімпійські ігри 2020 | Сербія | греко-римська боротьба, до 97 кг | 14    |
| Літні Олімпійські ігри 2024 | Сербія | греко-римська боротьба, до 97 кг | 14    |

### Виступи на Чемпіонатах світу
| Змагання                        | Збірна | Вагова категорія                 | Місце  |
| ------------------------------- | ------ | -------------------------------- | ------ |
| Чемпіонат світу з боротьби 2015 | Грузія | греко-римська боротьба, до 98 кг | 16     |
| Чемпіонат світу з боротьби 2017 | Сербія | греко-римська боротьба, до 98 кг | 9      |
| Чемпіонат світу з боротьби 2018 | Сербія | греко-римська боротьба, до 97 кг | Бронза |
| Чемпіонат світу з боротьби 2019 | Сербія | греко-римська боротьба, до 97 кг | Бронза |
| Чемпіонат світу з боротьби 2021 | Сербія | греко-римська боротьба, до 97 кг | 16     |
| Чемпіонат світу з боротьби 2022 | Сербія | греко-римська боротьба, до 97 кг | 13     |
| Чемпіонат світу з боротьби 2023 | Сербія | греко-римська боротьба, до 97 кг | 9      |

### Виступи на Чемпіонатах Європи
| Змагання                         | Збірна | Вагова категорія                 | Місце  |
| -------------------------------- | ------ | -------------------------------- | ------ |
| Чемпіонат Європи з боротьби 2017 | Сербія | греко-римська боротьба, до 98 кг | 11     |
| Чемпіонат Європи з боротьби 2018 | Сербія | греко-римська боротьба, до 97 кг | Срібло |
| Чемпіонат Європи з боротьби 2019 | Сербія | греко-римська боротьба, до 97 кг | 14     |
| Чемпіонат Європи з боротьби 2020 | Сербія | греко-римська боротьба, до 97 кг | 13     |
| Чемпіонат Європи з боротьби 2021 | Сербія | греко-римська боротьба, до 97 кг | 14     |
| Чемпіонат Європи з боротьби 2022 | Сербія | греко-римська боротьба, до 97 кг | 10     |
| Чемпіонат Європи з боротьби 2023 | Сербія | греко-римська боротьба, до 97 кг | Бронза |
| Чемпіонат Європи з боротьби 2024 | Сербія | греко-римська боротьба, до 97 кг | 13     |

### Виступи на Європейських іграх
| Змагання              | Збірна | Вагова категорія                 | Місце |
| --------------------- | ------ | -------------------------------- | ----- |
| Європейські ігри 2015 | Грузія | греко-римська боротьба, до 98 кг | 18    |
| Європейські ігри 2019 | Сербія | греко-римська боротьба, до 97 кг | 8     |

### Виступи на Середземноморських іграх
| Змагання                    | Збірна | Вагова категорія                 | Місце  |
| --------------------------- | ------ | -------------------------------- | ------ |
| Середземноморські ігри 2018 | Сербія | греко-римська боротьба, до 97 кг | Бронза |

### Виступи на Універсіадах
| Змагання               | Збірна | Вагова категорія                 | Місце  |
| ---------------------- | ------ | -------------------------------- | ------ |
| Літня Універсіада 2013 | Грузія | греко-римська боротьба, до 96 кг | Бронза |

### Виступи на Кубках світу
| Змагання                    | Збірна | Вагова категорія                 | Місце |
| --------------------------- | ------ | -------------------------------- | ----- |
| Кубок світу з боротьби 2020 | Сербія | греко-римська боротьба, до 97 кг | 11    |

### Виступи на інших змаганнях
| Змагання                                                      | Збірна | Вагова категорія                  | Місце  |
| ------------------------------------------------------------- | ------ | --------------------------------- | ------ |
| Турнір Вехбі Емре 2010                                        | Грузія | греко-римська боротьба, до 96 кг  | 7      |
| Золотий Гран-прі з боротьби 2010 (Тбілісі)                    | Грузія | греко-римська боротьба, до 96 кг  | 5      |
| Кубок Ядегара Імама 2011                                      | Грузія | греко-римська боротьба, до 96 кг  | 7      |
| Турнір Г. Картозія і В. Балавадзе 2011                        | Грузія | греко-римська боротьба, до 96 кг  | 15     |
| Золотий Гран-прі з боротьби 2012 (Стамбул)                    | Грузія | греко-римська боротьба, до 96 кг  | 13     |
| Кубок Ядегара Імама 2012                                      | Грузія | греко-римська боротьба, до 96 кг  | Бронза |
| Кубок Азовмаша 2012                                           | Грузія | греко-римська боротьба, до 96 кг  | 5      |
| Турнір Вехбі Емре 2013                                        | Грузія | греко-римська боротьба, до 96 кг  | Бронза |
| Золотий Гран-прі з боротьби 2013 (Сомбатгей)                  | Грузія | греко-римська боротьба, до 96 кг  | Золото |
| Кубок Ядегара Імама 2013                                      | Грузія | греко-римська боротьба, до 96 кг  | 5      |
| Літня Універсіада 2013                                        | Грузія | греко-римська боротьба, до 96 кг  | Бронза |
| Золотий Гран-прі з боротьби 2013 (Баку)                       | Грузія | греко-римська боротьба, до 96 кг  | 5      |
| Кубок Ядегара Імама 2014                                      | Грузія | греко-римська боротьба, до 98 кг  | 10     |
| Турнір Вехбі Емре 2014                                        | Грузія | греко-римська боротьба, до 98 кг  | 15     |
| Кубок Владислава Пітласинські 2014                            | Грузія | греко-римська боротьба, до 98 кг  | Срібло |
| Кубок Президента Казахстану з боротьби 2015                   | Грузія | греко-римська боротьба, до 98 кг  | 4      |
| Гран-прі Загреба з боротьби 2017                              | Грузія | греко-римська боротьба, до 98 кг  | Золото |
| Гран-прі Угорщини з боротьби 2017                             | Сербія | греко-римська боротьба, до 98 кг  | 5      |
| Міжнародний турнір Любомира Івановича-Гедзи 2017              | Сербія | греко-римська боротьба, до 98 кг  | Золото |
| Меморіал Іона Корнеану і Ладислава Сімона 2017                | Сербія | греко-римська боротьба, до 98 кг  | Бронза |
| Гран-прі Загреба з боротьби 2018                              | Сербія | греко-римська боротьба, до 97 кг  | Бронза |
| Турнір Дана Колова — Николи Петрова 2018                      | Сербія | греко-римська боротьба, до 97 кг  | Срібло |
| Турнір Дана Колова — Николи Петрова 2019                      | Сербія | греко-римська боротьба, до 97 кг  | Бронза |
| Турнір міста Сассарі з боротьби 2019                          | Сербія | греко-римська боротьба, до 97 кг  | Бронза |
| Турнір Г. Картозія і В. Балавадзе 2019                        | Сербія | греко-римська боротьба, до 97 кг  | 10     |
| Відкритий чемпіонат Загреба з боротьби 2020                   | Сербія | греко-римська боротьба, до 97 кг  | Золото |
| Кубок Владислава Пітласинські 2021                            | Сербія | греко-римська боротьба, до 97 кг  | 10     |
| Міжнародний турнір Любомира Івановича-Гедзи 2021              | Сербія | греко-римська боротьба, до 130 кг | 8      |
| Турнір Дана Колова — Николи Петрова 2022                      | Сербія | греко-римська боротьба, до 97 кг  | 13     |
| Турнір Вехбі Емре і Гаміта Каплана 2022                       | Сербія | греко-римська боротьба, до 97 кг  | 7      |
| Меморіал Маттео Пелліконе 2022                                | Сербія | греко-римська боротьба, до 97 кг  | 8      |
| Меморіал Іона Корнеану і Ладислава Сімона 2022                | Сербія | греко-римська боротьба, до 97 кг  | Бронза |
| Міжнародний турнір Любомира Івановича-Гедзи 2022              | Сербія | греко-римська боротьба, до 97 кг  | Бронза |
| Відкритий чемпіонат Загреба з боротьби 2023                   | Сербія | греко-римська боротьба, до 97 кг  | 5      |
| Відкритий чемпіонат Загреба з боротьби 2024                   | Сербія | греко-римська боротьба, до 97 кг  | 16     |
| Олімпійський кваліфікаційний турнір з боротьби 2024 (Баку)    | Сербія | греко-римська боротьба, до 97 кг  | Бронза |
| Олімпійський кваліфікаційний турнір з боротьби 2024 (Стамбул) | Сербія | греко-римська боротьба, до 97 кг  | 14     |